# Aeropuerto Internacional de Limón
El Aeropuerto Internacional de Limón (IATA: LIO OACI: MRLM) es uno de cuatro aeropuertos internacionales en Costa Rica. El aeropuerto está ubicado en la ciudad de Limón en la Provincia de Limón.
Oficialmente reabrió el sábado 1 de julio de 2006 después de haber estado cerrado casi 20 años para vuelos de cabotaje.
Está ubicado a pocos minutos del centro de la ciudad de Puerto Limón, Costa Rica, y se accesa a él mediante la ruta nacional 36. Los pueblos del Caribe Sur de Cahuita, Puerto Viejo de Talamanca, Gandoca, y las comunidades indígenas de Bri Bri, Hone Creek, Carbon 1 y 2, Shiroles y Suretka están todos ubicados a 2 horas del aeropuerto por tierra.
Consta de una pequeña terminal con rampa para aviones. Cuenta con parqueo para vehículos, parada de taxis y autobús. El aeropuerto al ser internacional, cuenta con servicios de migración a previo aviso de un vuelo que necesite estos servicios. Su pista de aterrizaje permite el aterrizaje de naves tan grandes como un 737, aunque no operan en esta pista aviones más allá del tamaño de jet ejecutivos, los cuales si aterrizan con regularidad acá.
No cuenta con servicio de torre de control.

## Servicios regulares
| Destinos   | Aeropuertos                              | Aerolíneas                                                          |
| ---------- | ---------------------------------------- | ------------------------------------------------------------------- |
| La Fortuna | Aeropuerto de La Fortuna                 | SANSA (estacional)                                                  |
| San José   | Aeropuerto Internacional Juan Santamaría | SANSA, Costa Rica Green Airways (chárter), Prestige Wings (chárter) |
| San José   | Aeropuerto Internacional Tobías Bolaños  | Aerotour/AENSA (chárter), Prestige Wings (chárter)                  |
| Tortuguero | Aeródromo de Barra de Tortuguero         | SANSA                                                               |

## Accidentes e incidentes
- El 3 de noviembre de 1965, el vuelo TC-48 de la Fuerza Aérea Argentina, hacia el trayecto Panamá a El Salvador, cuando presentó problemas en los motores 3 y 4, al momento de sobrevolar la zona de Bocas del Toro, Panamá. La nave indicó el problema al otro avión que lo acompañaba (T-43), pero este siguió con su vuelo. Mientras un avión de LACSA, que volaba la ruta San José de Costa Rica-Miami, indicó a la nave dirigirse al aeropuerto Internacional de Limón. Finalmente la nave nunca aterrizó en este aeropuerto, y se ha dado por desaparecido desde entonces.

- El viernes 21 de octubre de 2022, cerca de las 6pm, desaparece de los radares, una de estas naves con matrícula D-IRSG, 25 kilómetros al norte de Puerto Limón, Costa Rica, cuando cubría la ruta del Aeropuerto Internacional de Palenque, en Palenque, México a este aeropuerto Internacional. A bordo viajaban 5 personas (incluyendo el piloto). Uno de los pasajeros, era el millonario alemán Rainer Schaller, quien se encontraba en un viaje de vacaciones con su familia, al momento de la tragedia. El accidente está en investigación en curso, por parte de la Dirección General de Aviación Civil de Costa Rica.